# قلام مخشوشب
القلام المخشوشب أو إشنان أبو ساق أو غَاسول أو غَسّول أو أبو حَلْسَا أو خريزة (باللاتينية: Sarcocornia fruiticosa) نوع نباتي ينتمي إلى جنس القلام من الفصيلة القطيفية.

## الموئل والانتشار
موطنه حوض البحر الأبيض المتوسط. ينبت طبيعياً على الشواطئ البحرية، يستعمل للغسل كالصابون ويستخرج منه بالحريق والترميد ملح القلي.